# Heather Corrie
Heather Corrie, född den 25 juli 1971 i Manchester, Storbritannien, är en brittisk kanotist.
Hon tog VM-silver i K-1 lag i slalom 2005 i Penrith.